# Beatrice Chebet
Beatrice Chebet, född 5 mars 2000, är en kenyansk friidrottare som tävlar i långdistanslöpning och hinderlöpning.

## Karriär
Vid världsmästerskapen i friidrott år 2023 i Budapest tog Chebet brons på 5 000 meter. Vid världsmästerskapen i friidrott år 2022 tog hon silver på 5 000 meter. Vid OS 2024 tog hon guld på såväl 5 000 meter som 10 000 meter.